# From Then Until
From Then Until è il 4º album di Raven-Symoné. L'album uscirà il 19 dicembre 2006. Il CD contiene le tracce Jump In, primo singolo, dall'album That's So Raven Too! e Undiscovered Girl dall'album That's So Raven Too Remixed!. L'album contiene anche il secondo singolo Gravity colonna sonora del film For One Night dove Raven è protagonista.

## Tracce
L'album contiene il singolo Jump In e Gravity. C'è anche una collaborazione con Missy Elliott, il singolo si intitola Up In Here
1. "Private Life" 3:28
2. "Gravity" 3:42
3. "Love Me For Me" 3:56
4. "Unbreakable" 4:17
5. "From Then Until..." 3:02
6. "Undiscoverd Girl" 4:01
7. "(Life In The) Public Eye" 3:23
8. "Do Your Own Thing" 3:17
9. "Up In Here (Featuring Missy Elliott)" 3:35
10. "Live A Lie" 3:49
11. "Jump In" 3:51
12. "Whatever" 2:57
13. "Fly Like A Raven" 4:41

## Singoli estratti
1. Jump In (Marzo 7, 2006)
2. Gravity (Dicembre 4, 2006)